# Mormanno
Mormanno (Murmànnu en greco-calabrés) es un municipio situado en el territorio de la provincia de Cosenza, en Calabria (Italia).

## Otros lugares de interés
Particularmente presentes son las iglesias y pequeñas capillas que se distribuyen en todo el pueblo.:
- Iglesia de la Madonna del Suffragio.
- Il Santuario de la Madonna de la Catena, a 3 chilometri circa dal centro abitato en la localidad de c/da S. Brancato.
- La Cappella Gentilizia de la Familia Capalbi "San Giovanni Battista" en la localidad de Costa, zona Castello/Monte.
- Il Santuario di Nostra Signora de la pietà e del perpetuo soccorso en la localidad de Cavaddrèru (al Faro Votivo ai caduti de la Calabria).
- La Cappella Gentilizia de la Familia Sarno "San Francesco di Paola" en la localidad de Capo lo serro.
- La Cappella di San Michele en la localidad de Capo lo serro.
- La Cappella Gentilizia de la Familia Perrone "San Nicola" en la localidad de Capo lo serro.
- La Cappella di Santa Caterina d'Alessandria en la localidad de Costa.
- La Cappella di S.Apollonia en la localidad de Costa, zona Vallone).
- La Cappella de la B.V. del Carmelo (S.Anna) en la localidad de Vallone.
- Il Santuario di Santa Maria Angeli (S.Antonio) en la localidad de Casalicchio.
- La Cappella Gentilizia de la Familia De Callis, poi de la Familia Maradei, "Sant'Antonio da Padova" en la localidad de Costa.
- La Iglesia dell'Annunziata en la localidad de Costa, zona Monte/Castello.
- La Cappella del Suffragio en la localidad de Capo lo serro.
- Il Santuario di San Rocco en la localidad de Casalicchio.
- La Cappella Gentilizia de la Familia Alberti "San Giuseppe" en la localidad de Torretta, zona Scarnazzo.
- La Cappella Gentilizia de la Familia Minervini "San Francesco di Paola" en la localidad de Torretta.
- La Cappella dell'Immacolata en Piazza Umberto I.
- Cappella Gentilizia de la Familia Rossi "Santa Maria de la Grazie" (S. Filomena) en la localidad de Torretta, quartiere S. Lorenzo.
- Oratorio Gentilizio "B.V.Assunta in Cielo" en la localidad de Torretta, zona Scarnazzo.

Dentro del mismo se pueden admirar numerosos lienzos, frescos y reliquias.

## Demografía
| Gráfica de evolución demográfica de Mormanno entre 1861 y 2001 |
|                                                                |
| fuente ISTAT - elaboración gráfica a cargo de Wikipedia        |